# Марангара (комуна)
Марангара — одна з комун провінції Нгозі, на півночі Бурунді. Центр — однойменне містечко Марангара.